# Eva Ludwig (Politikerin, 1907)
Eva Ludwig (geb. Behrend; * 7. Mai 1907 in Lyck; † 1995 in Berlin-Grünau) war eine deutsche Parteifunktionärin der DDR-Blockpartei NDPD. Sie war Abgeordnete der Volkskammer der DDR.

## Leben
Die Tochter eines Apothekers besuchte die Volksschule und das Lyzeum in Lyck (Ostpreußen) und legte die Prüfung zur Mittleren Reife ab. 1929 heiratete sie den Berufsoffizier Günther Ludwig.
Nach dem Krieg wurde sie politisch aktiv und 1945 Mitbegründerin des Frauenausschusses in Thal (Kreis Eisenach) und 1947 der Ortsgruppe des DFD. Nach der Rückkehr ihres Mannes aus sowjetischer Kriegsgefangenschaft 1948 wurde sie ebenfalls Mitglied in der Partei ihres Mannes, der NDPD und Mitglied der Gesellschaft für Deutsch-Sowjetische Freundschaft. Sie besuchte die Schule für Nationale Politik der NDPD in Buckow und wurde hauptamtliche Mitarbeiterin bei den Landesverbänden Thüringen, Berlin und Mecklenburg der NDPD. Sie war auch Mitglied der Landesvorstände Thüringen, Berlin und Mecklenburg des DFD. 1949 wurde sie Mitglied des FDGB. Seit August 1950 war sie Mitglied des Nationalrates der Nationalen Front und von November 1952 bis 1958 Mitglied des Deutschen Friedensrates.
Von 1950 bis 1963 war sie als Mitglied der NDPD-Fraktion Abgeordnete der Volkskammer und seit 1954 Mitglied des Geschäftsordnungsausschusses. Sie war Mitglied des Bezirksausschusses Berlin und des Hauptausschusses der NDPD. Seit 1956 war sie Leiterin eines Arbeitskreises der Nationalen Front in Berlin-Köpenick. Seit 1958 arbeitete sie in der Ständigen Kommission für Sozial- und Gesundheitswesen bei der Stadtverordnetenversammlung von Berlin.

## Auszeichnungen
- 1957 Ehrennadel der Nationalen Front